# Síndrome de demência esteroidal
A síndrome de demência esteroidal descreve os sinais e sintomas de disfunção hipocampal e cortical pré-frontal, como déficit de função de memória, atenção e execução, induzidos pelo uso de glicocorticoides. Estes sintomas parecidos à demência são observados em indivíduos que foram expostos à drogas com glicocorticoides, frequentemente receitadas para o tratamento da asma, artrite, doenças autoimunes, rejeição de órgãos e outras doenças inflamatórias. Esta condição quase sempre é reversível após meses da interrupção do tratamento com esteroides. 
O termo "demência esteroidal" foi descrito por Varney et al (1984) em referência aos efeitos de longo prazo do uso de glicocorticoides em 1.500 pacientes. Ainda que esta condição geralmente seja descrita na síndrome de Cushing, o termo "síndrome de demência esteroidal" é particularmente útil porque reconhece tanto a causa da síndrome quanto os efeitos específicos dos glicocorticoides na função cognitiva. Além disso, a terminologia mais precisa claramente distingue esta condição da síndrome de Cushing plena, cujas causas (endógena e exógena, hipofisária ou adrenal) e efeitos (desde alterações cutâneas até osteoporose) são muito variados, e também da hipercortisolismo, o qual não identifica nem a fonte e nem os sintomas de cortisol cirulante excessivo.

## Sinais e Sintomas
Os sintomas cognitivos devido ao uso de esteroides aparecem nas primeiras semanas do tratamento, parecem ser dependentes da dose e podem ou não vir acompanhados de psicose esteroidal ou outros sintomas de tipo Cushing.
Estes sintomas incluem déficit em:
- memória verbal e não verbal
- memória de trabalho
- atenção
- concentração
- função executiva
- velocidade psicomotora
- performance acadêmica ou ocupacional

Foi demonstrado que estes sintomas melhoram entre alguns meses e um ano após descontinuar o tratamento com glicocorticoide, mas deficiências residuais podem permanecer após um tratamento prolongado.

## Fisiopatologia
Regiões do cérebro com alta densidade de receptores para glicocorticóides (GRs), como o hipocampo, hipotálamo e o córtex pré-frontal, são particularmente sensíveis aos níveis elevados de glicocorticóide circulante, mesmo na ausência de stress. Os estudos científicos disponíveis se focam principalmente no impacto dos glicocorticóides no hipocampo, por seu papel no processamento de memória, e no córtex pré-frontal, por seu papel na atenção e na função executora.
A atividade glicorticóide aumentada está associada com a down-regulation dos receptores para glicocorticóides (hipótese conhecida como "cascada de glicocorticóide"), o que diminui a atividade neurorreparativa e atenúa a neurogênese, potencialmente resultando em uma diminuição do volume hipocampal durante exposições prolongadas aos glicocorticóides.
Variações na sensibilidade individual às medicações com glicocorticóides podem ser atribuídas tanto à hiperfunção quanto à hipofunção dos GRs. De forma semelhante, variações na capacidade de resposta do eixo hipotálamo-hipófise-suprarrenal podem modular a frequência e a intensidade dos efeitos adversos.

## Tratamento
Além de descontinuar o uso da medicação com glicocorticóide, tratamentos potenciais discutidos na literatura incluem:
- anti-glicocorticóides
- antidepressivos que aumentam os receptores de glicorticóides (ISRS)
- antagonistas do hormônio liberador de corticotrofina (CRH)
- antagonistas do glutamato
- desidroepiandrosterona (DHEA)
- análogos do fator neurotrófico derivado do cérebro (BDNF) de baixo peso molecular
- terapias de redução de stress e exercício